# Vanina
Vanina, auch bekannt als Vanina oder Die Galgenhochzeit ist ein deutscher Stummfilm aus dem Jahre 1922. Unter der Regie von Arthur von Gerlach spielen Asta Nielsen, Paul Wegener und Paul Hartmann die Hauptrollen.

## Handlung
Der königliche Gouverneur regiert mit harter Hand seine Stadt Turin. Seine unnachgiebige, autoritäre Art führt eines Tages dazu, dass die Menschen aufbegehren und einen Aufstand wagen. Man versucht sogar, seinen Palast zu stürmen. Doch der Gouverneur, körperlich schwer behindert und an Krücken laufend, lässt die Rebellion mit aller Macht niederschlagen, den Anführer Octavio verhaften und zum Tode verurteilen. Die Gouverneurstochter Vanina hat sich indes in Octavio verliebt und will ihn unbedingt vor dem Galgen bewahren. Und so beschließt sie, ihn zu heiraten.
Ihr Vater willigt überraschend ein und gestattet die Eheschließung Octavios mit seiner Tochter, aber doch nur, um vor dem Volk anschließend umso härter und unnachgiebiger zu wirken. Denn er hat vor, Vanina gleich nach der geplanten Hochzeit wieder zur Witwe zu machen. Noch während der Hochzeit ordnet der Gouverneur erneut Octavios Inhaftierung an. Vanina ist nicht bereit, dem sadistischen Spiel ihres Vaters teilnahmslos zuzusehen und prügelt auf ihn ein, um eine Freilassung ihres Mannes zu erwirken. Sie fälscht einen Entlassungsbescheid für Octavio. Beide versuchen, durch die labyrinthischen Gänge des Gefängnisses ins Freie zu gelangen, doch ihr Weg aus dem Gefängnistor in die Freiheit führt in Wahrheit direkt in den Innenhof der Gefängnisanlage. Dort wartet bereits der Henker auf Octavio. Octavio endet am Galgen, seine zutiefst geschockte Braut stirbt wenig später an gebrochenem Herzen.

## Produktionsnotizen
Vanina war das Filmdebüt des Theaterregisseurs Arthur von Gerlach. Die Geschichte basiert lose auf der Vorlage Vanina Vanini von Stendhal.
Die Uraufführung des Films fand am 6. Oktober 1922 statt. Die Länge betrug 1550 Meter, verteilt auf fünf Akte.
Die expressionistischen Filmbauten entwarf der Caligari-Architekt Walter Reimann.
Vanina wurde noch im selben Jahr 1922 auch in Dänemark und Finnland aufgeführt.
Derselbe Stoff wurde 1961 von Roberto Rossellini unter dem Titel Der furchtlose Rebell (OT: Vanina Vanini) in Italien erneut verfilmt.

## Kritiken
Der Film-Kurier urteilte: „Dieser Film ist der bisher konsequenteste Versuch, aus den Bedingungen des lebenden Bildes heraus eine besondere Kunstform zu schaffen.“
Reclams Filmführer schrieb zu „Vanina“: „Die Regie hat ohne spektakuläre Mittel eine Atmosphäre düsterer Bedrohung geschaffen. Die Darsteller vermeiden pathetische Übertreibungen, was sich besonders in der großen Szene zwischen Vater und Tochter bewährt. Die Inszenierung ist lebendig und spannend.“
Robert C. Allen befand: "Vanina was the most Expressionist of Nielsen’s films, full of shadows, maze-like corridors, and dank dungeons. Paul Wegener plays a demoniac governor whose daughter (Nielsen) falls in love with the leader of a revolutionary group (Paul Hartmann). The rebel is imprisoned, but Vanina frees him, only to find, after leading him through seemingly interminable, labyrinthine corridors, that the governor is waiting for them. Nielsen brilliantly adapts her essentially naturalistic style to the demands of an emotionally claustrophobic plot. As Lotte Eisner says, ‘If this film is more astonishing for us today than many others, the reason is that Nielsen’s acting is intensely modern – her eyes, her hands, the sweep of her figure betraying an immense sorrow, give a violent intensity and resonance to this Kammerspiele of souls."
In einem von Jürgen Kasten für den Tagesspiegel verfassten Aufsatz über den Autor Carl Mayer heißt es: „In Scherben(1921) und Vanina (1922) steht fast jedes von ihm entworfene Bild visuell mächtig und kraftvoll für sich allein. Dies erzählt mehr über die Vereinzelung und Vereinsamung der Figuren als ihre ohnehin karge Rede. Das stumme, für sich einstehende, dabei genau komponierte Bild – das ist der Ausgangspunkt von Mayers filmisches Erzählen, für seine Fantasie und Dramaturgie.“